# Sardana

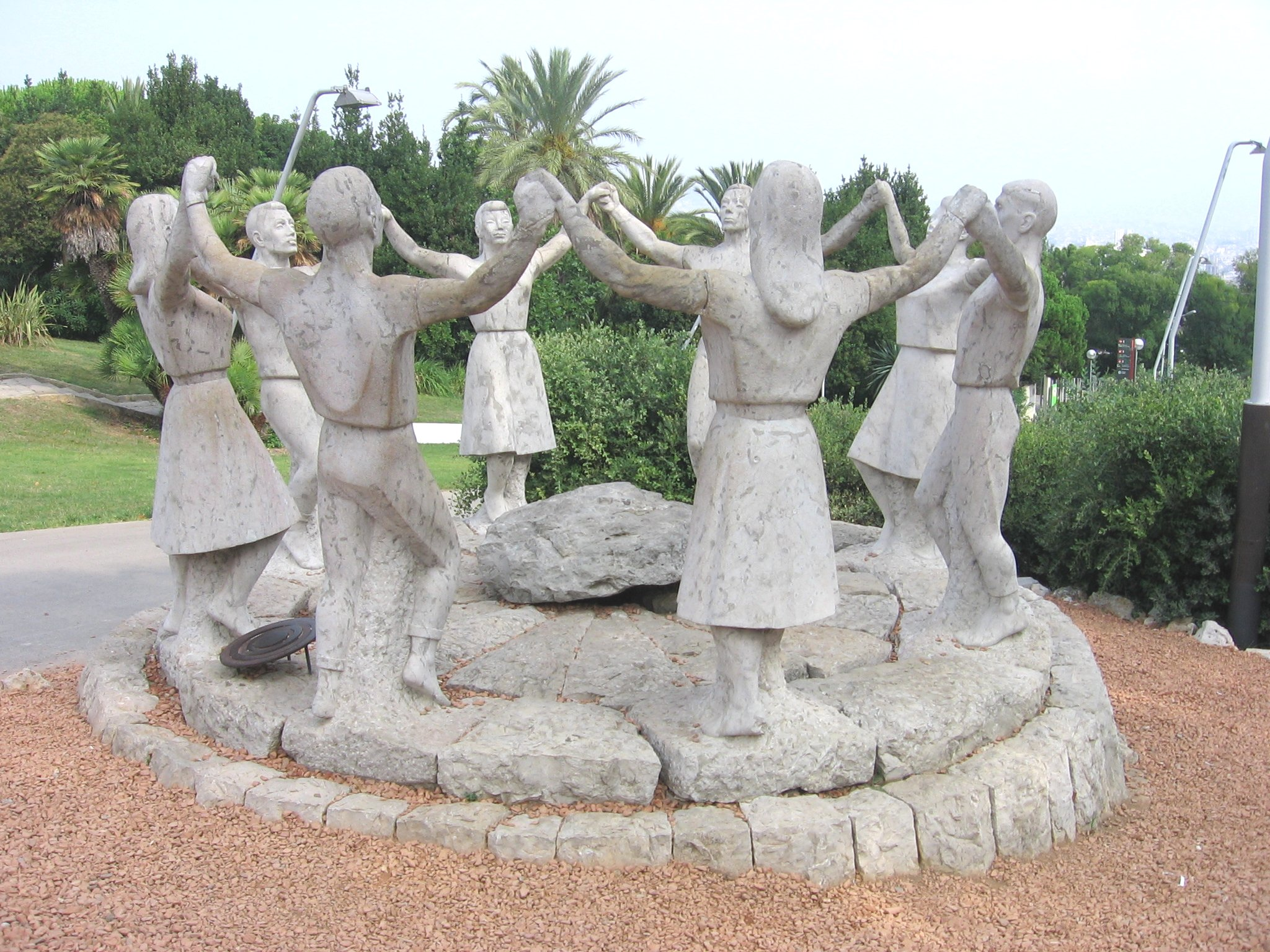
La Sardana, de Josep Cañas, Montjuic, Barcelona.

La sardana es una danza realizada en grupo y en círculo, tradicional en Cataluña (España).

## Características

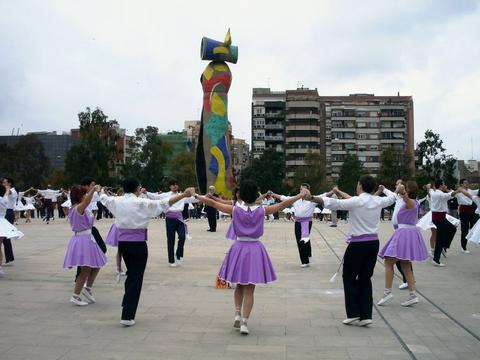
Sardanas en un concurso

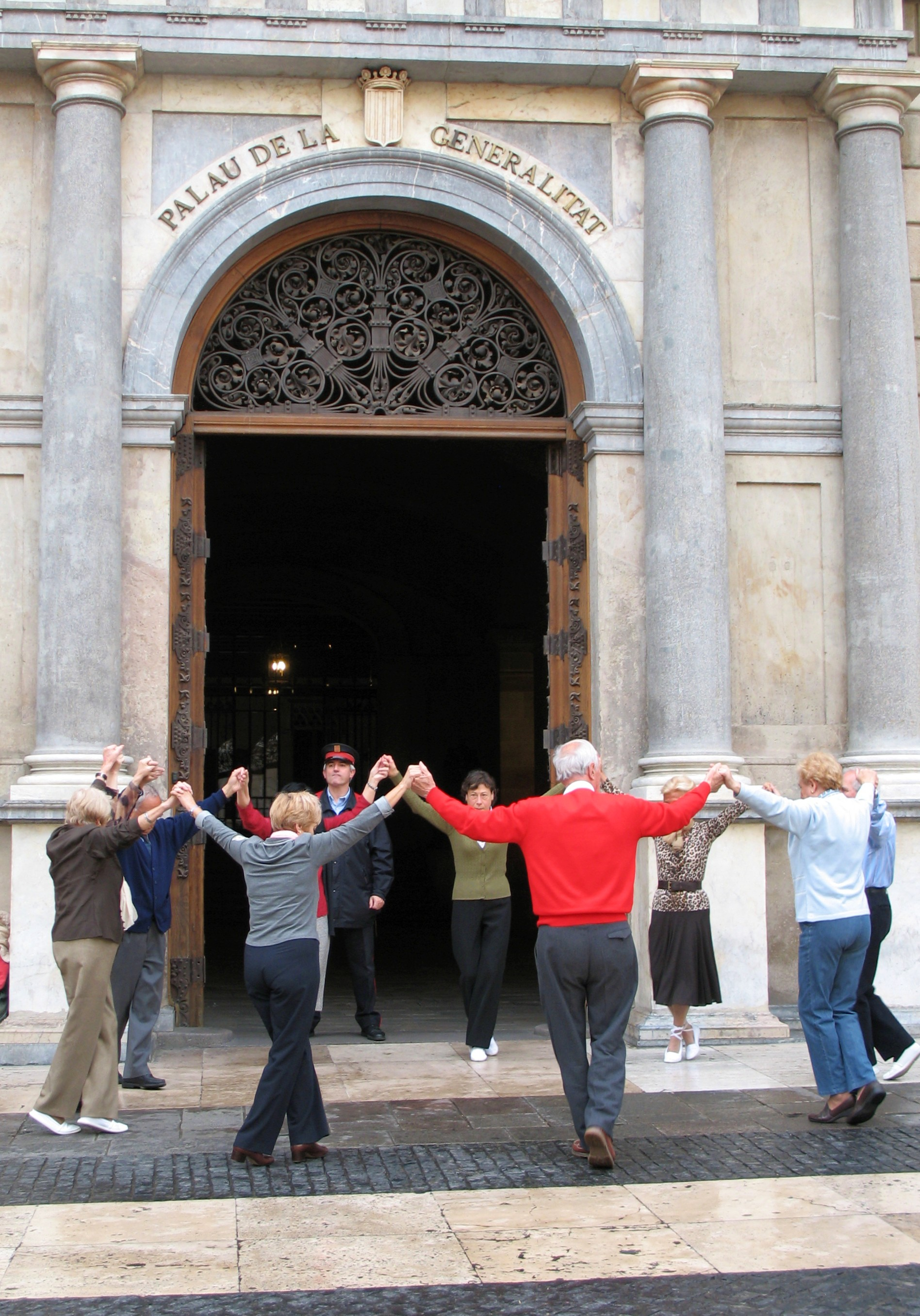
Sardana delante del Palacio de la Generalidad

Los participantes se cogen de las manos por parejas, entendiendo como pareja un hombre que coge con la mano derecha a una mujer, y esta a su vez a otro hombre, resultando por lo tanto un patrón alterno de hombre-mujer-hombre-mujer. Por lo que se refiere a la duración de una sardana, hay sardanas de 7 y de 10 tirades, que tienen unas estructuras definidas de pasos curts (cortos) y llargs (largos). Una variedad menos usual es la sardana revessa, en la que es muy difícil encontrar el tiraje (número de compases que tiene la música), por lo que un miembro del grupo lo calcula a partir de pequeños motivos musicales y sus diferencias. Parte del éxito de la sardana como danza social radica en su carácter de danza abierta que admite un número altamente variable de parejas y que, al menos a nivel público, no requiere especiales condiciones físicas para su práctica, aunque no es así cuando se trata del Bàsic d'Honor, la competición de sardanas más importante de Cataluña.
La mayoría de sardanas se bailan en círculo cerrado, a excepción de La Sardana del Alcalde, de Amer, que se baila en espiral abierto.
Aunque en su origen la música fue tocada por solistas o mínimas agrupaciones instrumentales de composición variable, la sardana es tocada actualmente por una cobla —una banda de viento con contrabajo—, que consta de doce instrumentos tocados por once músicos. Cuatro de estos instrumentos —tenora (xeremia, chirimía tenor), tible (tiple o tarota), flabiol y tamboril— son instrumentos típicamente catalanes o versiones diferenciadas solo usadas en Cataluña. Los otros —trompeta, trombón, fliscorno y contrabajo— son más convencionales.
Si bien en un principio su repertorio incluía diversas danzas sociales europeas de la época (vals, mazurka), corresponde principalmente a Pep Ventura la formación actual de la cobla y la estabilización del patrón rítmico fundamental en torno al compaseo en 6/8. Muchas sardanas tienen letra, pero solo las versiones instrumentales suelen ser usadas para bailar.
En Cataluña y el Rosellón, existen aproximadamente ciento treinta coblas activas, la mayor parte de las cuales no son profesionales. La única cobla existente fuera de estos territorios es la Cobla La Principal, en Ámsterdam (Países Bajos).
Existen dos modos básicos de marcar los pasos: la llamada empordanesa y la selvatana; hasta la década de 1920, la variante empordanesa se caracterizaba también por mantener constantemente los brazos en posición alzada.

## Historia

### Origen
Probablemente, el estilo de baile en corro es la disposición coreográfica más extendida del mundo, y puede encontrarse en numerosas culturas de Europa, América, África, Asia y Oceanía. El hecho de cogerse de las manos, se remonta, según algunos autores, a épocas romanas. Por eso son tan abundantes las leyendas que fijan su principio en la antigua Grecia, donde las danzas circulares, dándose las manos, ya se estilaban, según se desprende de algunas representaciones escultóricas.
De todos modos, hay varios autores, entre ellos José Pella y Forgas, que hablan de orígenes anteriores; Sebastián Bartrina, con motivo de una ponencia presentada en la «Asociación de Orientalistas», escribió: «Las narraciones de las danzas en círculo corresponden de lleno a la cultura anatólica», y también: «es conocido que los modos musicales bizantino y griego vienen de Anatolia», concluyendo con: «de hecho, el pueblo ibérico de las costas catalanas conoció danzas rítmicas afines a la sardana».
También hay quién ve en la sardana orígenes ancestrales. Así, José Pella y Forga, historiador español (1852-1918) de espíritu literario romántico, propugna su origen remoto, y la identifica basándose en el parecido de la sardana que entonces se bailaba (sardana corta) con las horas del día (8 compases de cortos por la noche y 16 compases de largos durante el día).
En la búsqueda de los orígenes remotos de la sardana, algunos arqueólogos e historiadores defienden la idea de que las danzas en forma de anilla, con las manos unidas, seguramente surgieran de Grecia, y que fueron adoptadas por pueblos ibéricos y bailadas en toda España. Sin llegar al mismo grado de normalización coreográfica y elaboración instrumental, similares danzas circulares enlazadas en compás de 6/8 se hallan también en otras zonas de Provenza, Galicia, Asturias, Castilla y Portugal.
Stanley Brandes considera que la sardana no puede entrar en la clasificación de folclore, ya qué los bailes folclóricos “se aprenden y se transmiten de modo informal, no a través de clases organizadas, no gratuitas, patrocinadas, como sucede con la sardana. Asimismo, las danzas folclóricas experimentan una evolución indudable, a pesar de ser imperceptible… En cambio, la sardana ha quedado fosilizada desde hace un siglo en diversas variantes de una secuencia invariable, idealmente perfecta de movimientos. Ciertamente, este tipos de estandarización no es característico de ningún tipos de folclore, ni tan solo del baile”.
Stanley Brandes cataloga la sardana como “tradición inventada”, concepto definido por Hobsbawm y Ranger (1986) como “conjunto de prácticas, normalmente regidas por una regla abierta o tácitamente aceptada y de tipos ritual o simbólico… que implica automáticamente la continuidad con el pasado”.
La palabra sardana aparece por primera vez en un documento del siglo XVI
relatando la prohibición que se hicieron los jurados de Olot el
5 de agosto de 1552 al considerarla, al igual que otras danzas de la época, un baile “deshonesto”. Sin embargo no hay información de en qué consistía ni si se parecía al baile actual con el mismo nombre.

### Creación de la sardana moderna

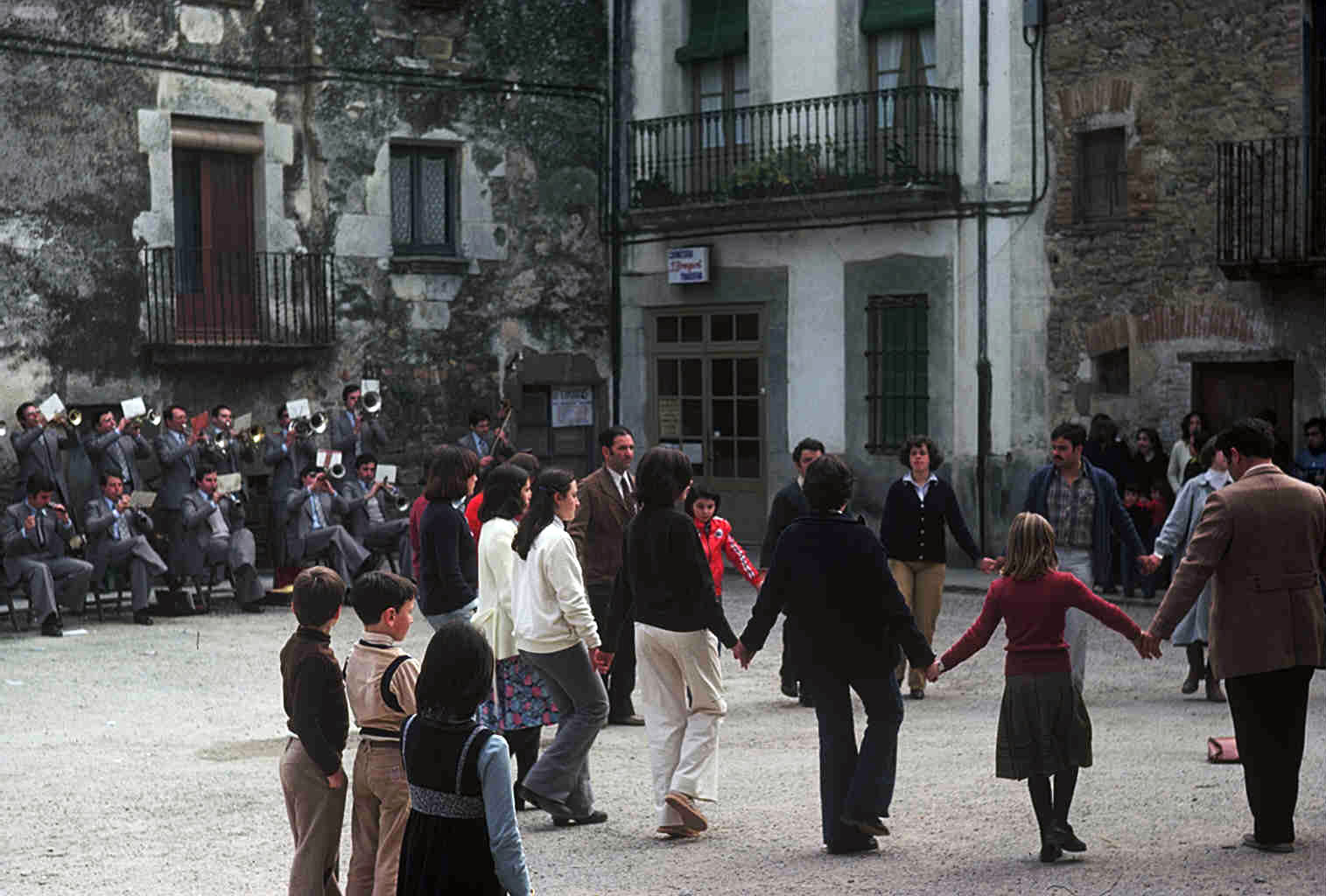
Sardanas en San Jorge Desvalls (1978).

El creador de la sardana moderna fue José María Ventura Casas (Alcalá la Real, Jaén, 2 de febrero de 1817-Figueras, 24 de marzo de 1875), conocido popularmente como Pep Ventura. Consideraba la extensión melódica de la sardana demasiado limitada, siempre de 96 compases y de apenas 2 minutos de duración. Por ello se implicó en la renovación de la sardana, con obras de un número ilimitado de compases (sardana larga) frente a la tradicional (la corta). Añadió a la cobla (agrupación musical tradicional catalana) los instrumentos de viento y, en sus inicios como compositor de sardanas, se inspiró en zarzuelas y óperas de éxito en la época.
La popularidad y extensión de la sardana crecieron considerablemente en las últimas décadas del siglo XIX. La composición de la cobla y la coreografía actual de la danza fueron fijadas y unificadas en el siglo XIX, aunque persisten variantes y usos locales.

### La «nacionalización» de la sardana
A pesar de que a mediados del siglo XIX la sardana solo era conocida en las comarcas de Gerona, en 1906 ya se la calificaba como la «danza nacional». El proceso de la conversión de la sardana en un «mito nacional» lo inició José Pella y Forgas quien en su Historia del Ampurdán de 1883 escribió: «Es nuestro baile nacional: saludadle». La idea fue retomada por los poetas Jacinto Verdaguer y Joan Maragall. Este último la calificó «la dansa sencera d'un poble» ('la danza entera de un pueblo') y sobre ella escribió:

La sardana és la dansa més bella
de totes les danses que es fan i es desfan.
La sardana es la danza más bella
de todas las danzas que se hacen y se deshacen.

En 2010, la Generalidad de Cataluña inscribió la sardana en el Catálogo del Patrimonio Festivo de Cataluña (Catàleg del Patrimoni Festiu de Catalunya) y la declaró elemento festivo patrimonial de interés nacional.
Concurso de colles sardanistes
El primer concurso del que se tiene constancia fecha de 1902. Se celebró durante las fiestas de la Merced en Barcelona.